# باندینگ
باندینگ (انگلیسی: Bonding) یک کمدی سیاه انگلیسی است که از ٢٠١٩ تا ٢٠٢١ از نت‌فلیکس پخش شد.

## داستان
مجموعه تلویزیونی باندینگ داستان یک دختر دبیرستانی را روایت می‌کند که دوست دارد نقش دومیناتریکس داشته باشد و با دوستش در دبیرستان همراه شود.